# Reper (matematyka)
Reper (fr. repère – znak, punkt wyjściowy) – połączenie punktu rozmaitości i bazy przestrzeni stycznej w tym punkcie.
Zbiór wszystkich reperów na rozmaitości gładkiej ma również strukturę rozmaitości gładkiej i jest wiązką włóknistą nad rozmaitością wyjściową. Wiązka ta nazywa się wiązką reperów, a jej przekroje nazywają się polem reperów. Często przez termin reper rozumie się pole reperów. Wiązkę reperów na rozmaitości {\displaystyle {\mathcal {M}}} na ogół oznacza się przez {\displaystyle {\mathcal {FM}}.}

## Przykład
W przestrzeni {\displaystyle \mathbb {R} ^{n}} każde przekształcenie {\displaystyle T} grupy przekształceń afinicznych można określić podaniem:
1. punktu {\displaystyle M\in \mathbb {R} ^{n},} w który jest przekształcany początek układu współrzędnych {\displaystyle O\in \mathbb {R} ^{n},} oraz
2. układu wektorów {\displaystyle {\overrightarrow {e_{1}}},\dots ,{\overrightarrow {e_{n}}},} w które przekształca przekształcenie liniowe stowarzyszone z {\displaystyle T} wektory {\displaystyle (1,0,\dots ,0),\dots ,(0,\dots ,0,1)} bazy kanonicznej w {\displaystyle \mathbb {R} ^{n}.} Przy tym wyznacznik {\displaystyle \det({\overrightarrow {e_{1}}},\dots ,{\overrightarrow {e_{n}}})} powinien być różny od zera.

Zbiór ciągów
{\displaystyle (M,{\overrightarrow {e_{1}}},\dots ,{\overrightarrow {e_{n}}})}
nazywa się wtedy reperem afinicznym.
Zbiór reperów afinicznych jest podzbiorem otwartym {\displaystyle {\mathcal {U}}} przestrzeni {\displaystyle \mathbb {R} ^{n(n+1)}.}